# St. Andreas (Seesen)

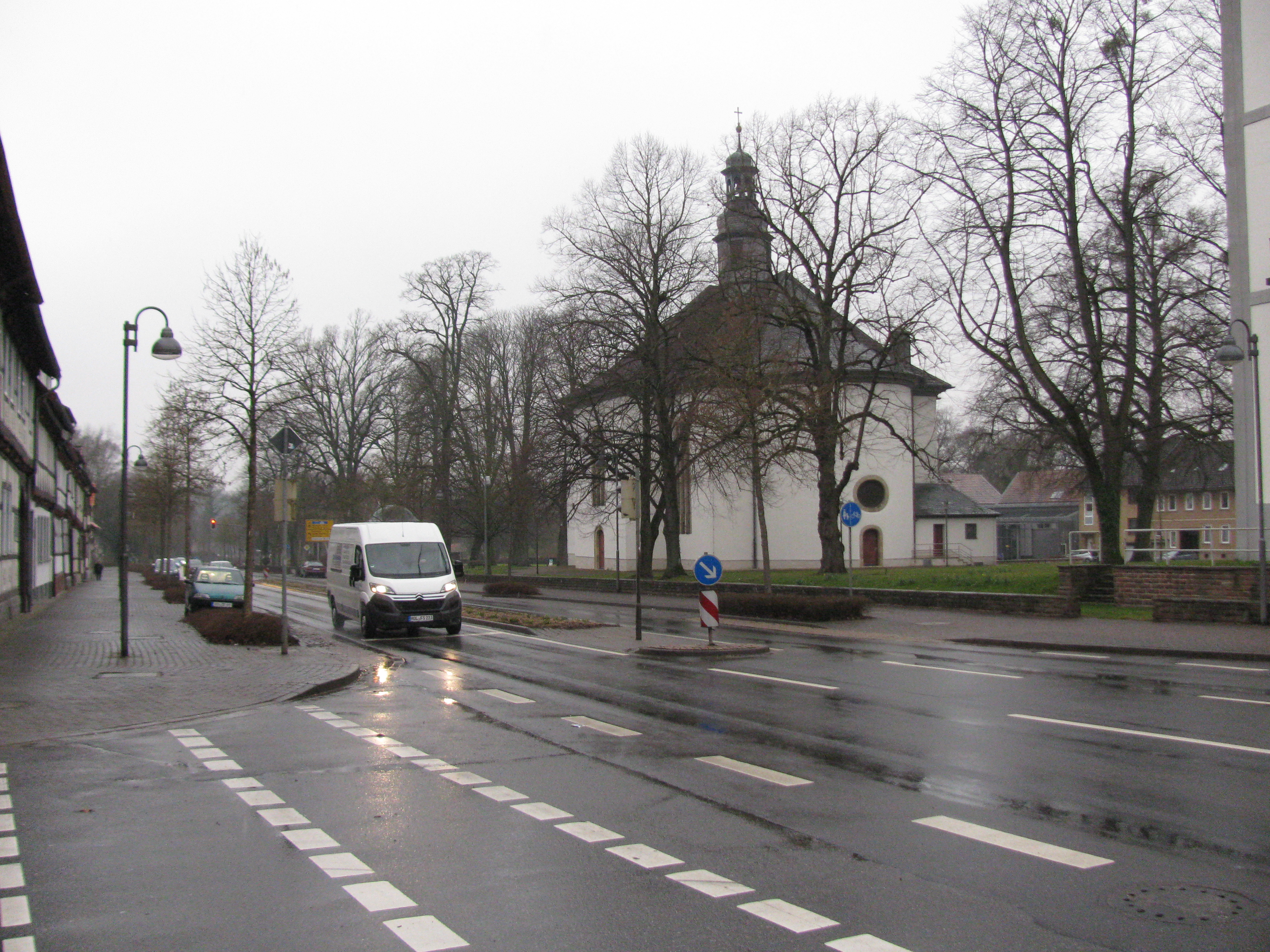
St.-Andreas-Kirche

Die Gemeinde- und Propsteikirche St. Andreas ist ein Kirchengebäude in Seesen, einer Stadt im Landkreis Goslar (Niedersachsen). Sie gehört zur evangelischen Kirchengemeinde St. Vitus und St. Andreas, der zweitgrößten Gemeinde in der Landeskirche Braunschweig. Das evangelische Kirchenzentrum steht in unmittelbarer Nähe.

## Geschichte und Architektur
Ein Brand zerstörte die Vorgängerkirche im Jahr 1673, die heutige Kirche wurde im Auftrag des Herzogs Rudolf August von Lüneburg, in der Zeit von 1695 bis 1702 nach Plänen des Festungsbaudirektors Völker aus Braunschweig, als Hof- und Schlosskirche errichtet. Das Wappen des Herzogs ist über der Tür des westlichen Einganges erhalten.

## Ausstattung
Im Braunschweiger Umland ist die barocke Kirche wegen ihrer zweigeschossigen Empore und der Verbindung von Altar und Kanzel, die von acht Säulen getragen wird, einzigartig.

## Orgel

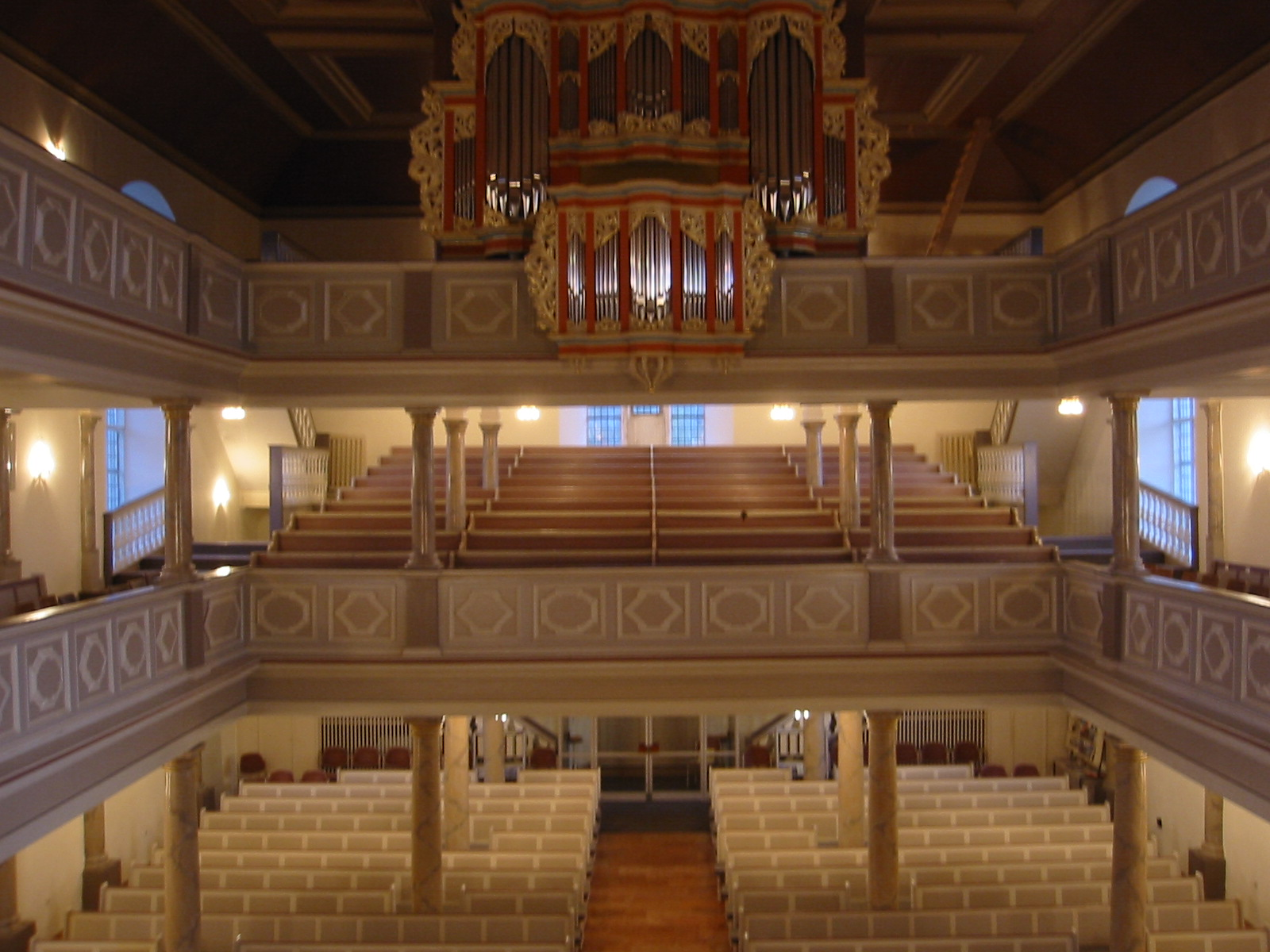
Innenraum mit Blick auf die Orgel

Die erste Orgel mit zwei Manualen, Pedal und 26 Registern wurde ca. 1710/20 von einem unbekannten Orgelbauer auf der zweiten Empore erbaut. Im 19. Jahrhundert wurde die Orgel umgebaut, dabei wurde das Rückpositiv entfernt und die Orgel dem romantischen Zeitgeschmack entsprechend umintoniert. Im Jahre 2001/02 erfolgte ein Neubau im alten barocken Orgelprospekt durch Hermann Eule Orgelbau Bautzen. Die Orgel wurde mit der alten originalen Disposition wieder in ihren Ursprungszustand versetzt. Der Klangaufbau und die Registermensuren sind dabei der Orgelbaukunst Gottfried Silbermanns nachempfunden.

## Glocken
Im freistehenden Glockenturm von St. Andreas hängt ein sechsstimmiges Bronzegeläut, welches zum Großteil 2019 von der Gießerei Rincker in Sinn gegossen wurde. Die beiden kleineren Glocken hingen bis zum 2. April 2019 im Dachreiter der Kirche an gekröpften Stahljochen mit Gegengewichtsklöppeln. Nun hängen sie an geraden Holzjochen mit den vier neuen Glocken in einem Holzglockenstuhl. 
Das volle Geläut erklingt an hohen Feiertagen sowie Konfirmationen und anderen Festen.
| Nr. | Patron                         | Nominal | Gussjahr | Gießer                  | Gewicht  | Durchmesser |
| --- | ------------------------------ | ------- | -------- | ----------------------- | -------- | ----------- |
| 1   | Friedensglocke/Festtagsglocke  | d′-2    | 2019     | Fa. Rincker, Sinn       | 1.790 kg | 1.406 mm    |
| 2   | Glocke der Geschwisterlichkeit | e′-3    | 2019     | Fa. Rincker, Sinn       | 1.245 kg | 1.251 mm    |
| 3   | Bewahrung der Schöpfung        | g′-3    | 2019     | Fa. Rincker, Sinn       | 795 kg   | 1.067 mm    |
| 4   | Kreuz-/Taufglocke              | a′-2    | 2019     | Fa. Rincker, Sinn       | 562 kg   | 945 mm      |
| 5   | Heimkehrerglocke               | h′-5    | 1797     | Johann Heinrich Wicke   | 355 kg   | 858 mm      |
| 6   | Heimkehrerglocke               | d″-4    | 1962     | Wilhelmshütte, Bockenem | 189 kg   | 676 mm      |

Motiv: „Te Deum und Gloria“